# Comme j'ai mal
Comme j'ai mal è il quarto singolo tratto dall'album Anamorphosée della cantautrice francese Mylène Farmer pubblicato il 6 agosto 1996.
Il singolo viene pubblicato nell'agosto del 1996, nel periodo di convalescenza di Mylène Farmer dopo un incidente capitato durante una tappa del suo tour.
Il videoclip è diretto nuovamente da Marcus Nispel. Il video illustra la storia di una bambina che per sfuggire agli abusi del padre si nasconde in un armadio dove verrà allevata e nutrita da una moltitudine di insetti; e proprio come una farfalla, anche la bambina da crisalide si trasformerà col tempo in un insetto dalle sembianze umane.
Il singolo ha venduto 90 000 copie arrivando all'undicesima posizione della classifica e risulta essere l'unico singolo dell'album a non ricevere alcuna certificazione. Viene presentato in versione live nella tournée del 1996.

## Versioni ufficiali
1. Comme j'ai mal (Album Version) (3:53)
2. Comme j'ai mal (Instrumental) (3:50)
3. Comme j'ai mal (Aches Remix) (3:58)
4. Comme j'ai mal (Pain Killer Remix) (6:20)
5. Comme j'ai mal (Upside Down Remix) (6:45)
6. Comme j'ai mal (Version Live 96) (4:41)